# Lendra
Lendra je řeka na západě Litvy, pramenící 3 km na východ od města Nového Města Žemaičiů (Žemaičių Naumiestis) (okres Šilutė), ústí do řeky Šyši 0,5 km na západ od obce Pašyšiai 27,5 km od jejího ústí do ramene Němenu Atmata jako její pravý přítok. Teče zpočátku na západ, u města Žemaičių Naumiestis se stáčí na jih, u obce Palendriai na jihozápad a po soutoku s potokem Vangė u vsi Tautiškiai se stáčí na západ a ústí do řeky Šyši 0,5 km na západ od obce Pašyšiai.

## Přítoky
- levé:
  - Vangė (vtéká 3,2 km od ústí)